# Frankenberg-Denkmal
Das Frankenberg-Denkmal in Gotha (Thüringen) war ein Gedenkstein im Schlosspark aus dem Jahre 1816.

## Geschichte

Das Frankenberg-Denkmal im Jahre 1896

Am Weg nördlich des Großen Parkteiches ließ Herzog August von Gotha von Sachsen-Gotha-Altenburg im Jahre 1816 ein Denkmal zur Erinnerung an den Minister Sylvius Friedrich von Frankenberg und Ludwigsdorff (1728–1815) errichten.
Frankenberg war seit 1765 Wirklicher Geheimer Rat im Gothaer Ratskollegium und war ab 1788 als Staatsminister tätig. Frankenberg stiftete 1803 den größten Teil zur Erbauung des sogenannten Frankenbergschen Krankenhauses. Dieses existierte bis 1879 in der Großen Fahnenstraße 18. Minister Frankenberg war wohnhaft in seinem eigenen Haus „Zur guten Schmiede“ (Gustav-Freytag-Wohnhaus) in Gotha-Siebleben. Das Denkmal wurde im griechischen Stil errichtet und trug die Inschrift: „Dem unvergeßlichen Sylvius gewidmet“.
Seit 2009 gibt es Bemühungen, das Denkmal aus Mitteln der Gothaer Kulturstiftung zu restaurieren, hierfür wurden bisher 8.000 Euro aufgewendet. Das Denkmal wurde abgebaut und eine Restaurierung anlässlich des 200. Todestags von Frankenberg beauftragt.